# Bélà Kovacs
Bélà Kovacs (hongarès: Kovács Béla)  (Tatabánya, 1 de maig de 1937 - 7 de novembre de 2021) va ser un famós clarinetista hongarès.

## Educació
Era graduat per l'Acadèmia Franz Liszt de Música de Budapest.

## Carrera com a intèrpret
Va ser solista de l'Orquestra de l'Òpera Estatal Hongaresa i de la Budapest Philharmonic Orchestra des de l'any 1956. Va escriure un recull d'estudis de concert per a clarinet sol, titulat "Homages" (Homenatges). Es tracta d'homenatges a diversos compositors escrivint a un estil que els recordi. Cada estudi comença amb un escrit en l'idioma del compositor homenatjat.

## Carrera com a professor
Va ser professor de clarinet a l'Acadèmia Franz Liszt de Budapest i a la Universitat de Música i Art Dramàtic de Graz.